# Мо, Анри
Мишель Анри Жозеф Мо (фр. Michel-Henri-Joseph Maus; 22 октября 1808, Намюр — 13 июля 1893, Брюссель) — бельгийский инженер, один из участников пионерской работы по созданию первых железных дорог в Европе.
В 1830-е гг. работал на прокладке канала Мёз — Мозель, затем возглавил управление угольных шахт льежского региона, где разработал систему осушения шахт, имевшую важное значение для развития угольной отрасли.
В 1840-е гг. работал над прокладкой бельгийских железных дорог. Уникальное инженерное решение было предложено им в Льеже, где холмистая местность мешала движению маломощного транспорта: для преодоления подъёма состава на холм была сконструирована система лебёдок и тросов, благодаря которой только и стало возможно начало сообщения Брюссель — Льеж 1 мая 1842 г.
В 1850-е гг. работал за пределами страны — в частности, возглавлял строительство железной дороги Турин — Генуя (ассистировал ему итальянский инженер Жермен Соммейе). Затем вернулся в Бельгию, где стал генеральным директором департамента мостов и дорог. Под руководством Мо были проведены работы по перекрытию реки Сенны в черте Брюсселя.
Анри Мо был избран в Бельгийскую академию наук, был членом жюри Всемирных выставок в Вене (1873), Брюсселе (1876) и Париже (1878).
Имя Мо носит Технический институт французской общины Бельгии в Намюре.